# Тавушская крепость
Таву́шская кре́пость (арм. Տավուշի ամրոց) — средневековая крепость на окраине города Берд Тавушской области Армении.
Рядом протекает приток Куры — река Тавуш. В своё время крепость охраняла ущелье и была неприступной. Рядом расположены сёла Навур, Чинчин, Верин Кармирахпюр и Норашен.

## История
Расположена в области Тучкатак провинции Утик исторической Армении. Впервые в письменных источниках упоминается с начала X века как крепость Тавуш — резиденция наместников армянского царя Ашота II Ерката. Под таким же названием крепость была известна авторам XII—XIII веков Мхитару Гошу Киракосу Гандзакеци и Вардану Аревелци. С X века по 1145 года крепость принадлежала лорийским Кюрикидам, а в XII—XIII веках — армянским князьям Ваграмянам-Гагеци.
На территории крепости до сих пор находят черепки старинной глиняной посуды и другие мелкие предметы. Крепость была одним из немногих укреплений, имевших налаженную систему водоснабжения.
В настоящее время крепость находится в плохом состоянии из-за того, что она была заброшена начиная с XIV века.

## Строение
Тавушская крепость состоит из цитадели и нижней крепости. Цитадель занимает высокую скалистую вершину. Высота стен достигала 12 метров. Нижняя крепость находилась на восточном склоне холма, где сохранились руины циклопических стен, церкви, жилых и хозяйственных помещений.

## Название
Тавушская крепость дала своё название Тавушской области Армении.

## Галерея

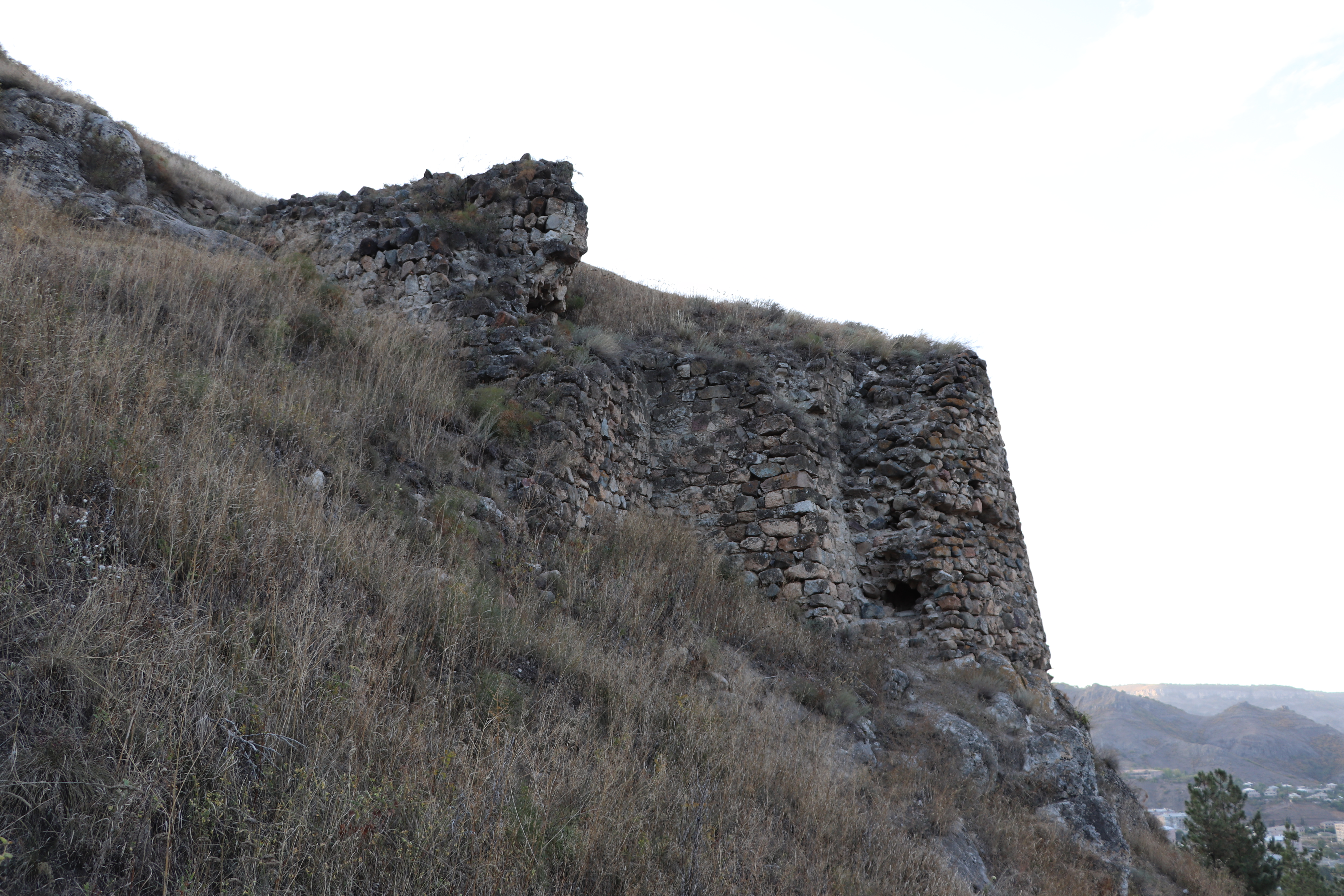
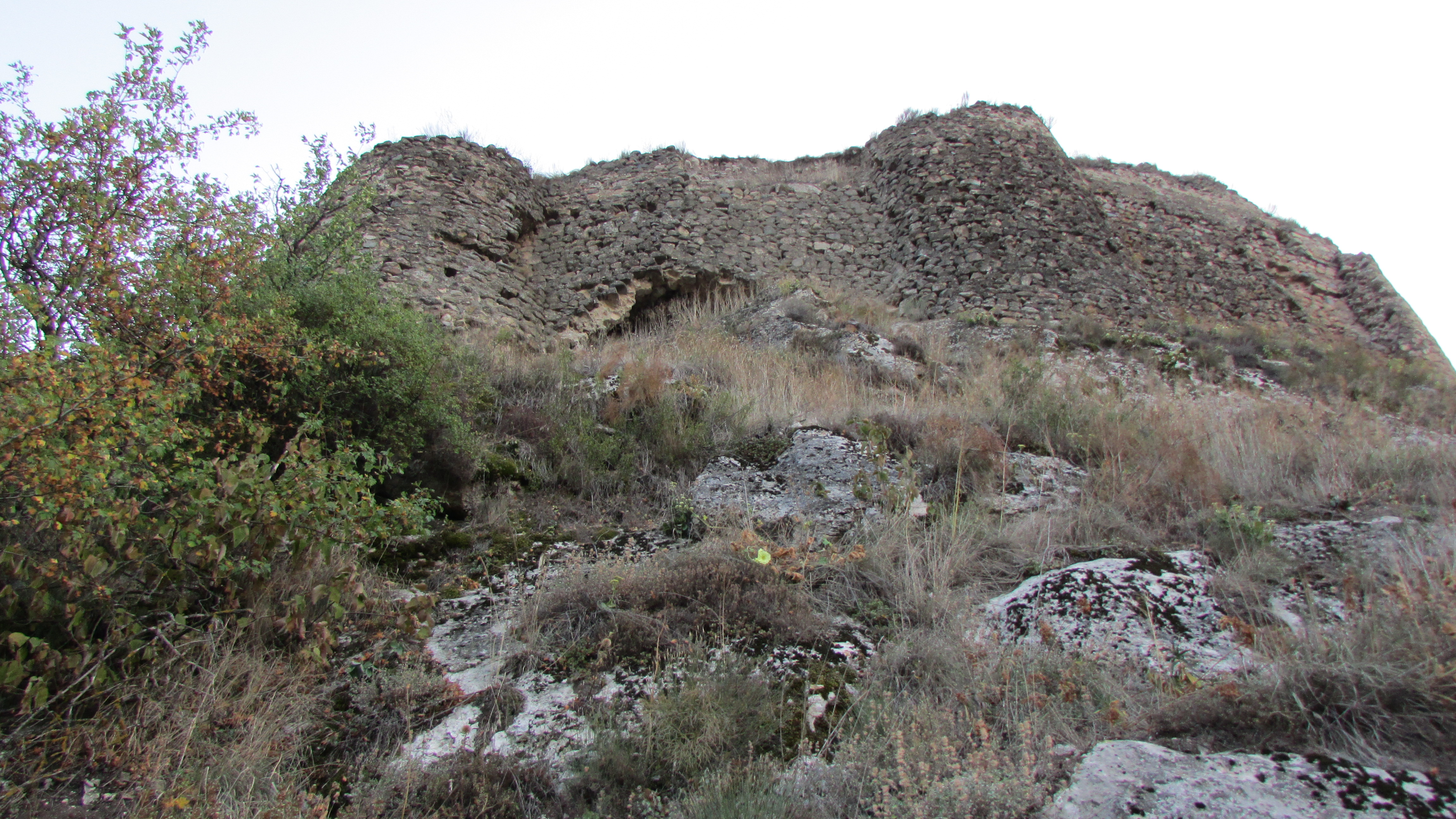
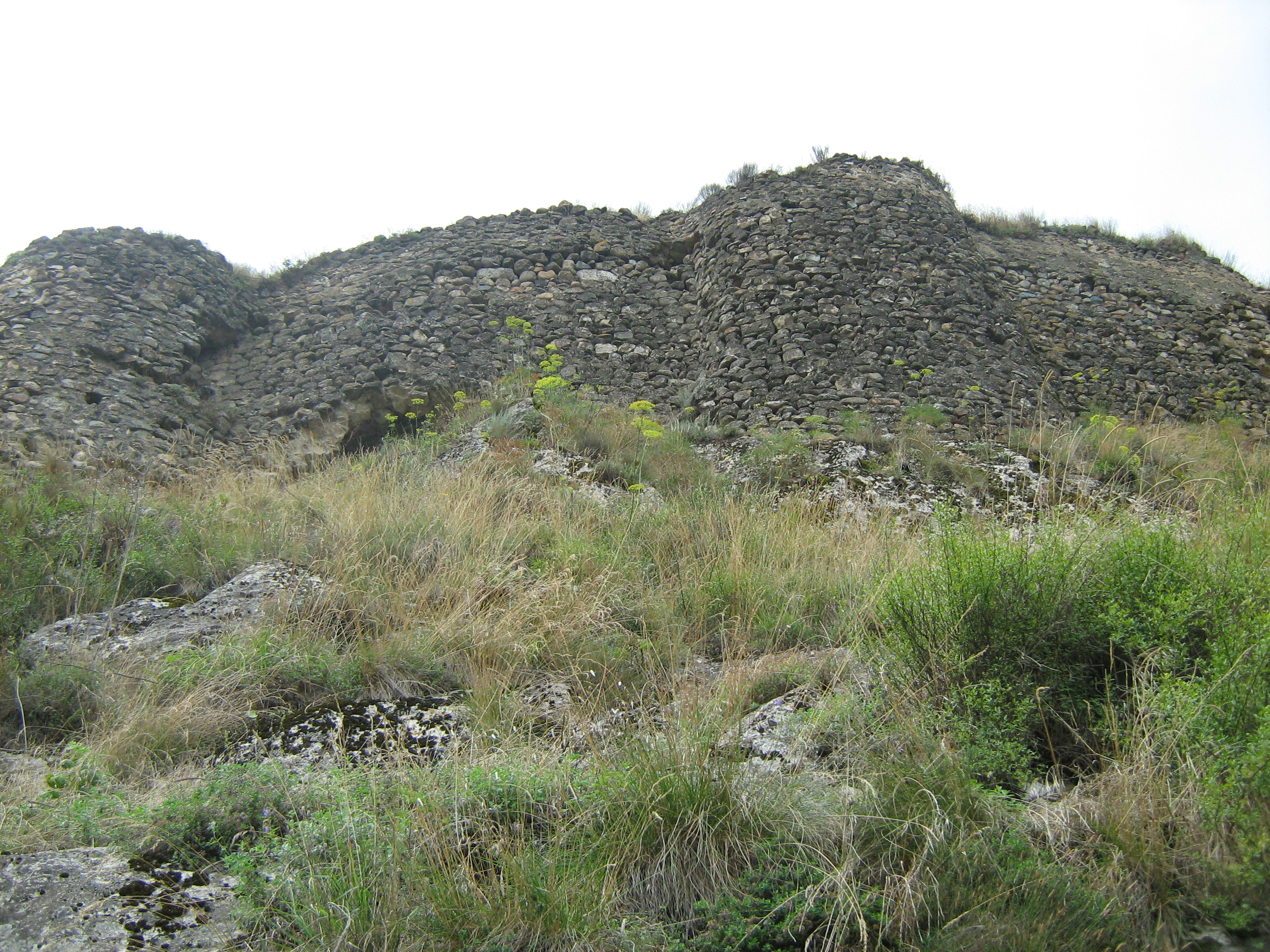
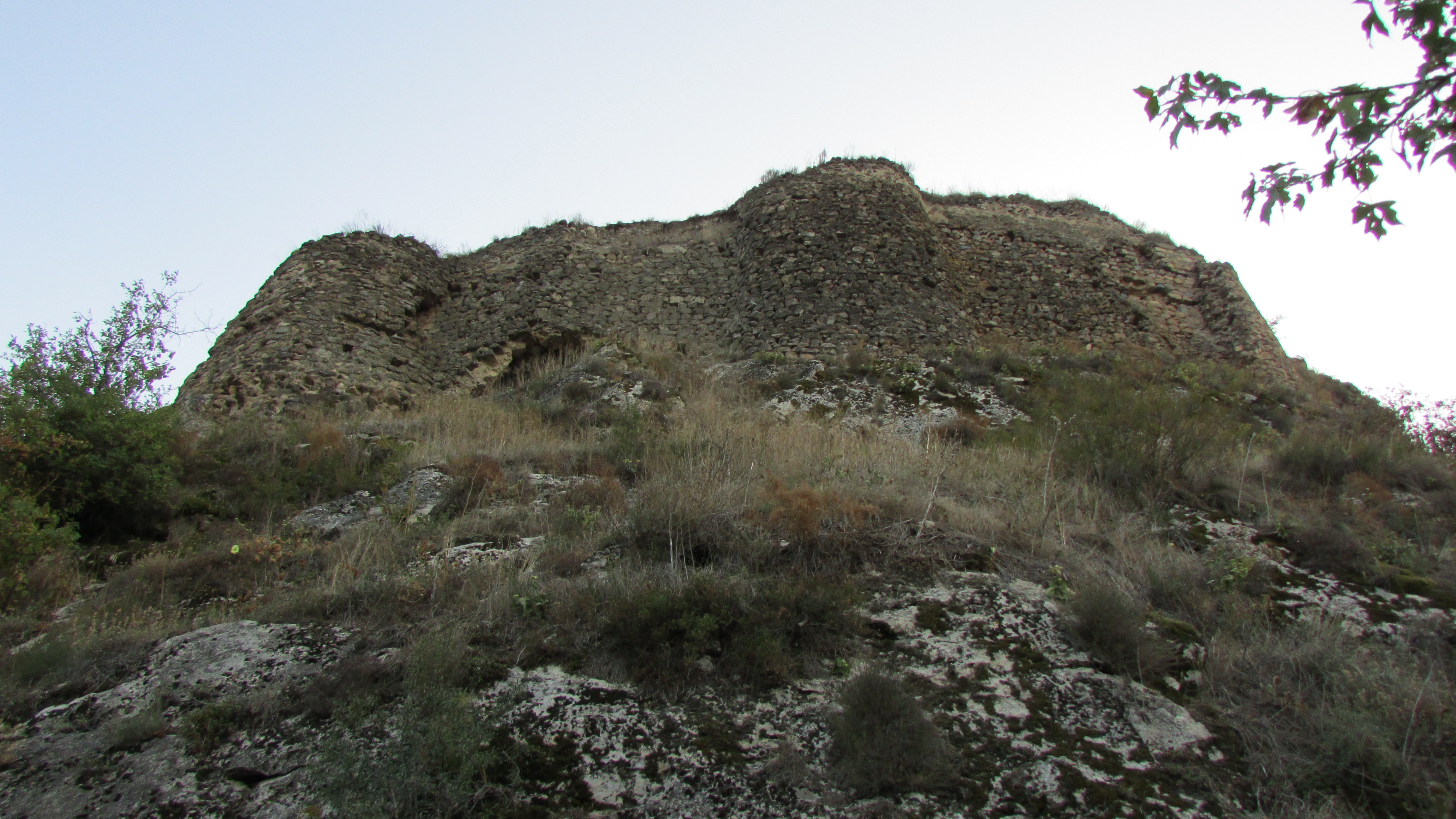
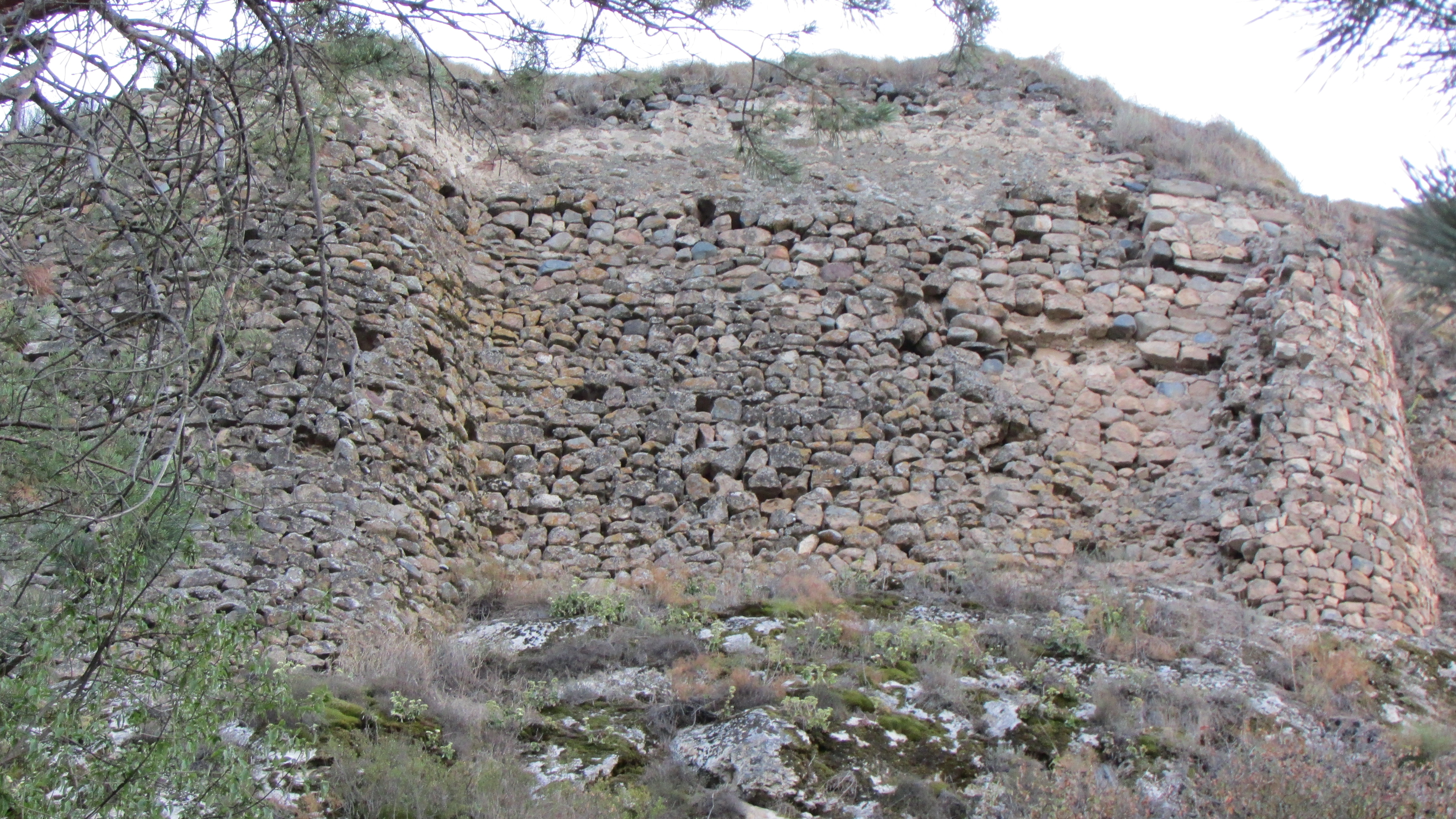
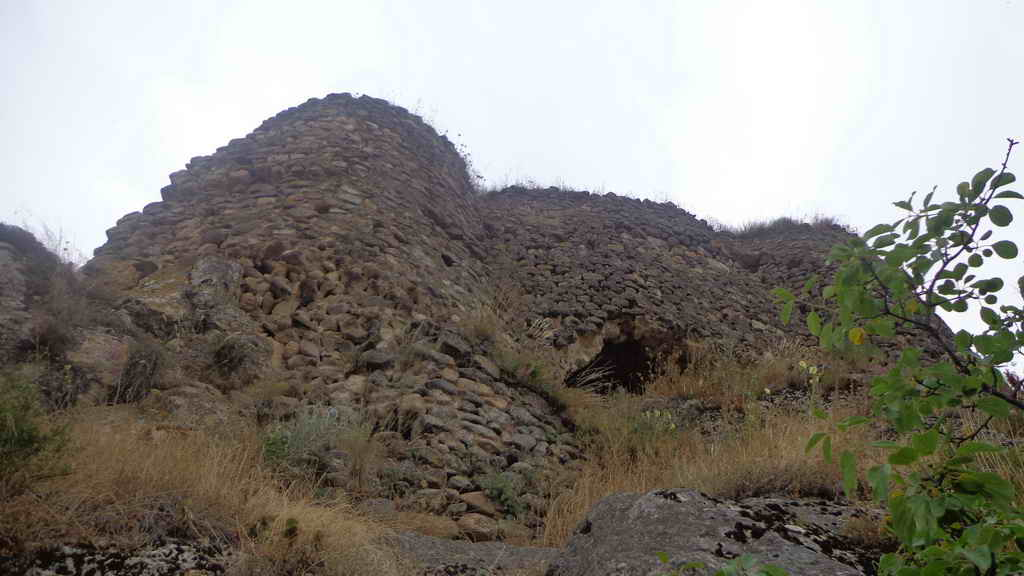
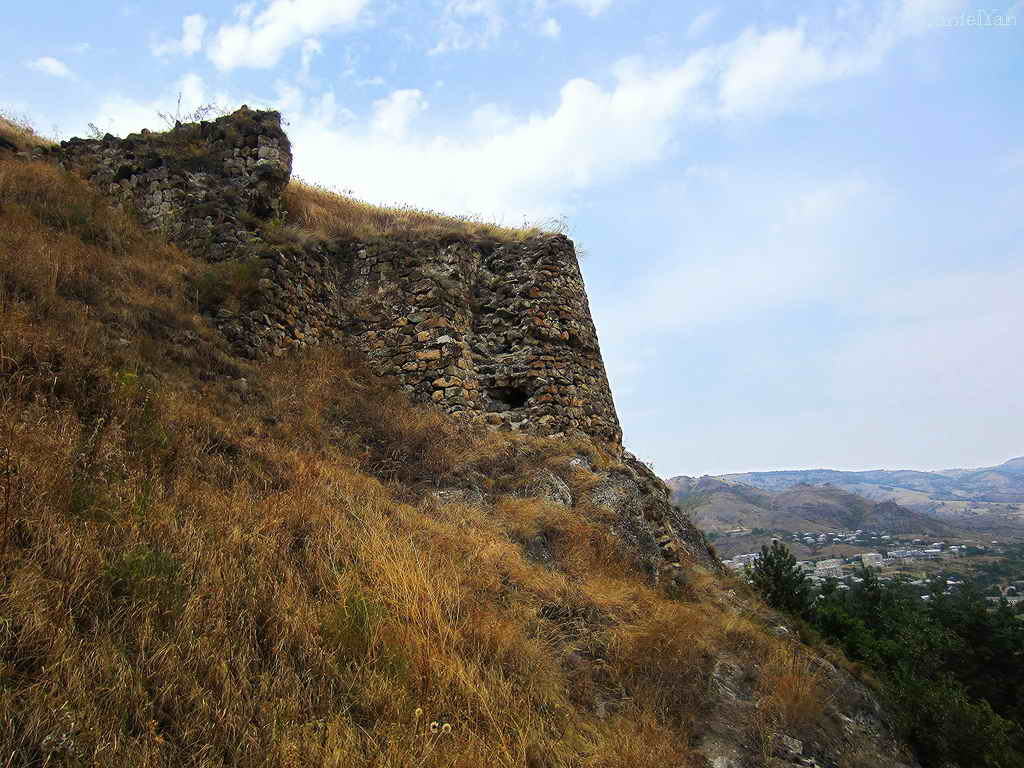
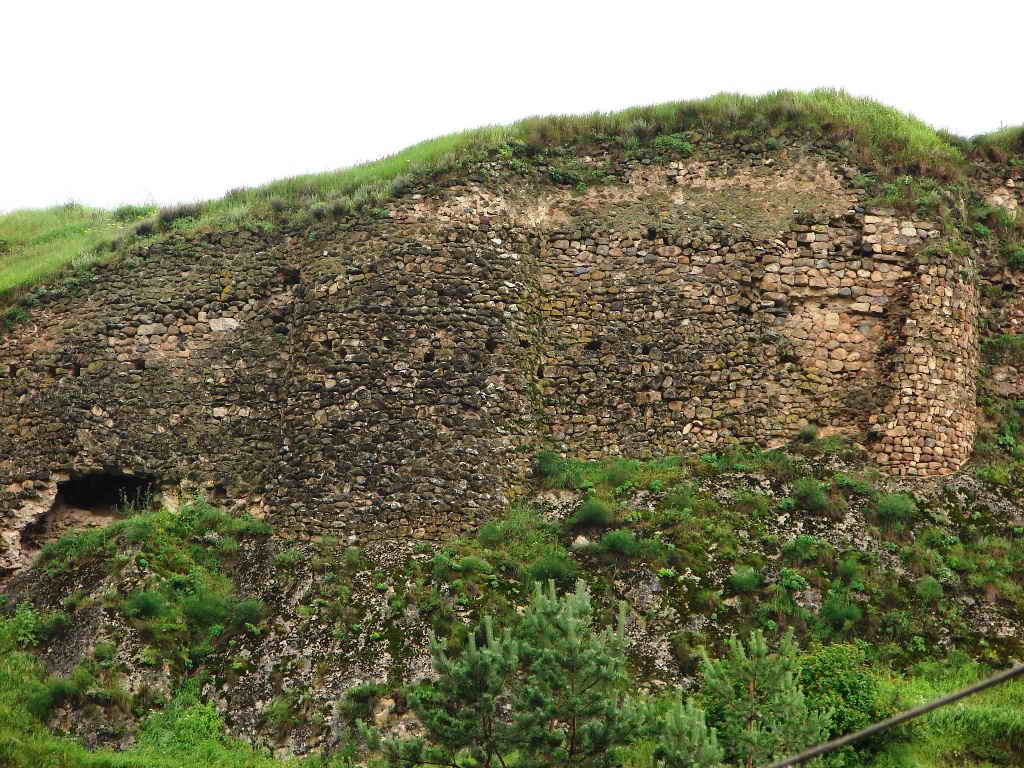
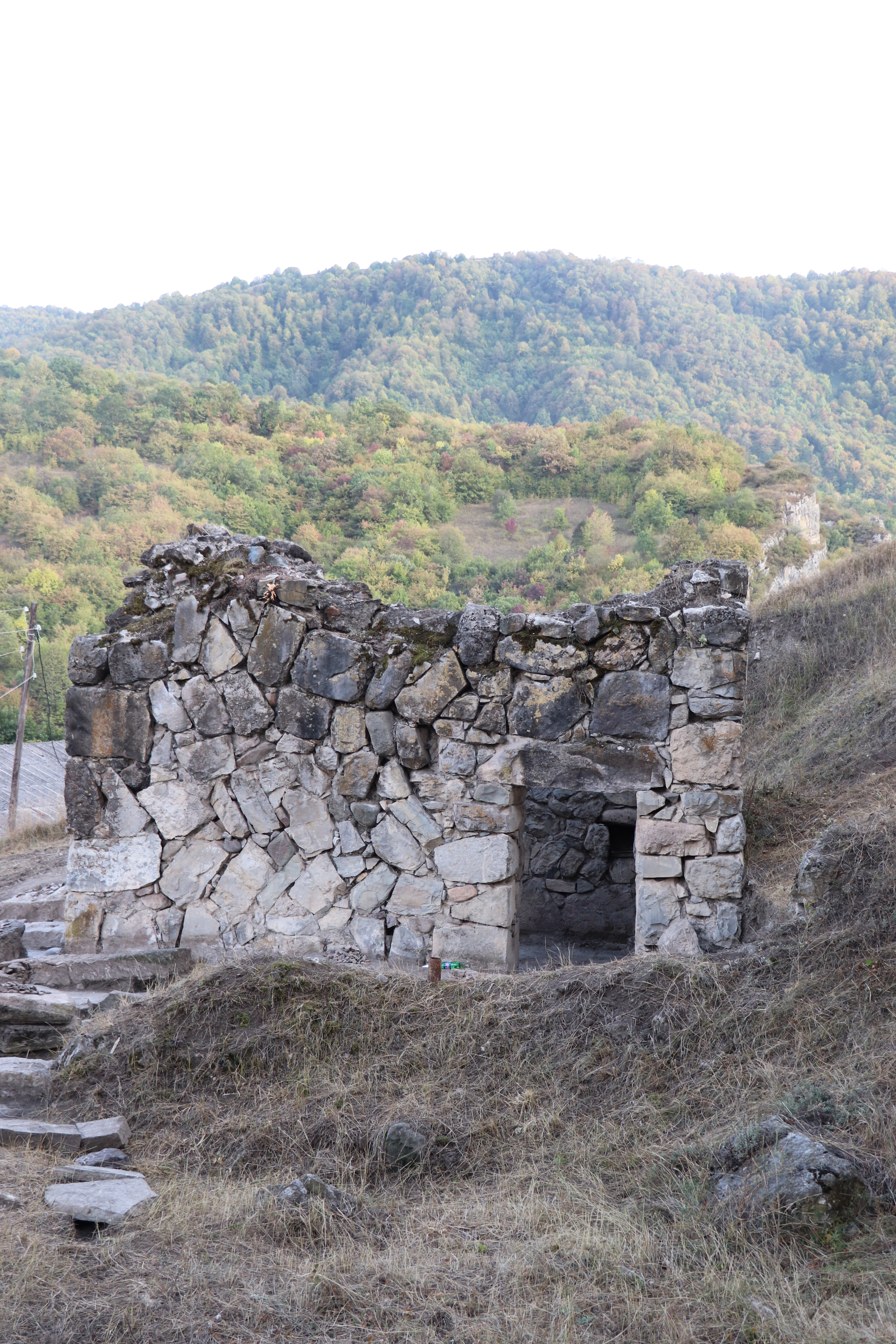
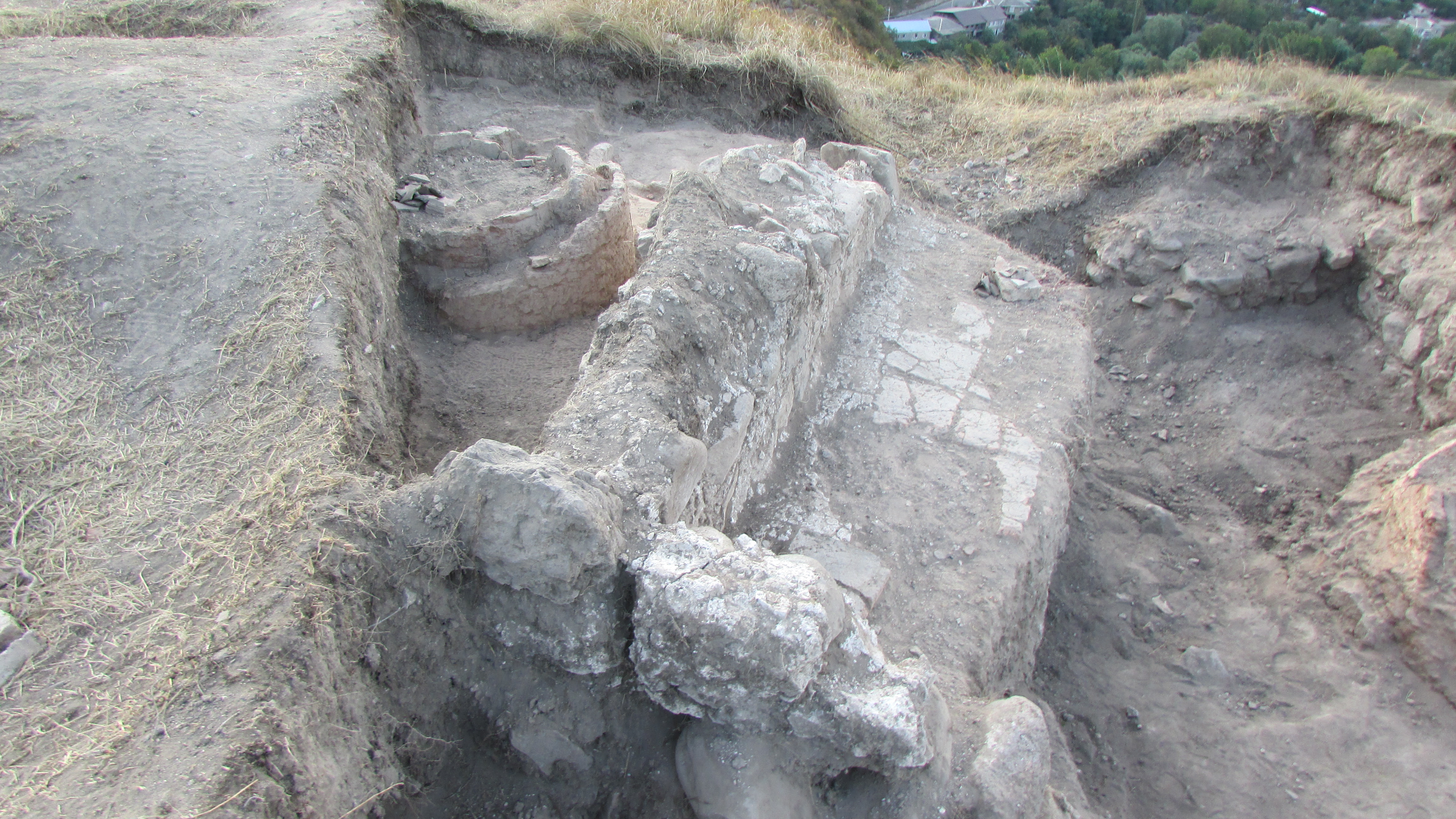